# Sikorsky S-75
Sikorsky S-75 був концептуальним вертольотом з повністю композитним фюзеляжем. Sikorsky Aircraft використали композити для заміни металу для збільшення міцності, зменшення ваги, зменшення вартості виробництва і зменшення вартості обслуговування.

## Проектування і розробка
Sikorsky S-75 розроблено в рамках програми провідного композитного планера (ППКП) армії США, метою якої була розробка цілком композитного фюзеляжу вертольота, який легший і дешевший, ніж традиційний металевий планер для підтримки програми Легкий Експериментальний Вертоліт (ЛЕВ). У лютому 1981 контракти отримали Sikorsky та Bell Helicopter, Bell представив свій вертоліт Model D292. Перший політ S-75 відбувся у липні 1984.
S-75 являв собою новий композитний планер з двома турбовальними двигунами, transmission, і мав несучий і хвостовий гвинти від цивільного транспортного вертольота Sikorsky S-76A. Підлога, дах і більшість інтер'єру S-75 були створені з кевлару, тоді як більшу частину основної несучої конструкції вертольота було побудовано з графіту або з графітово-епоксидної суміші. Вертоліт мав спеціально створені протиударні сидіння для екіпажу й пасажирів з міцними пневматичними амортизаторами на нескладному триопорному шасі, відповідно до вимоги армії про те, що вертольоти повинні відповідати ППКП або перевершувати всі існуючі стандарти військової ударостійкості. Вертоліт пілотували два пілоти, об'єм пасажирської кабіни становив 2,8 м³ і був розрахований на 6 пасажирів.

## Історія використання
S-75 пройшов 50-годинне випробування в армії, було встановлено, що вертоліт перевищив вагові й ергономічні критерії, які встановлені в оригінальній специфікації ППКП. Sikorsky отримав величезну кількість даних виготовлення та використання композитних планерів побудувавши S-75, і пізніше Sikorsky у своїх конструкціях багато знахідок. Тестування тривали до квітня 1985, після чого його було списано зі служби й розміщено у сховищі тривалого зберігання.

## Льотно-технічні характеристики (S-75)
Джерело: U.S. Army Aircraft Since 1947,
Основні характеристики
- Екіпаж: 2
- Пасажиромісткість: до 6 пасажирів
- Довжина: 13,31 м
- Висота: 4,01 м
- Діаметр несучого гвинта: 13,41 м

- Маса порожнього: 2895 кг
- Максимальна злітна маса: 3820 кг
- Силова установка: 2 × турбовальний Allison 250-C30S  650 кс ( 485 кВт)

Льотні характеристики
- Крейсерська швидкість: 256 км/год
- Практична дальність: 640 км